# Mambo
Mambo potječe s Kube, gdje su ga doveli naseljenici s Haitija. Na Haitiju je mambo bio svećenički vudu ples duhovnih savjetnika i iscjelitelja, koji su ujedno bili i organizatori javnih zabava.Pod utjecajem kubanskog plesa rumbe, te razvojem američkog jazza, nastaje mambo. Može se opisati i kao prekinuta rumba s naglaskom na 2. i 4. dobi. Ritam mamba u današnjem obliku je kombinacija swinga i kubanske muzike i u takvom obliku pojavljuje se od 1943.godine. Kreće se na drugu dobu. Mambo je ulični ples u kojem žena i muškarac odmjeravaju kontrolu i snagu tj. izazivaju se. Žena je vrlo snažna i mora biti dominantna kao i muškarac. Muškarac pokušava zadržati kontrolu i impresionirati ženu fizičkom sposobnošću i brzinom. Mnogi ljudi tretiraju mambo kao brzi ples, ali u svojoj biti on je polagan i precizan bez mnogo pokreta, sve se zasniva na nogama i bokovima. Prelaskom mamba u noćne klubove razvija se novi stil znan pod imenom salsa.

## Kulturne reference
Neke od boljih scena kultnog filma "Prljavi ples" (Dirty dancing; 1987) prikazuju upravo mambo.